# 安斯農 (王子)
安斯农（Ang Snguon，1794年—1822年）是柬埔寨的一位王子。越南史料称之为匿螉原。他是国王安英的第三子。
1809年，暹罗国王拉玛一世去世，柬埔寨国王安赞二世拒绝出席他的葬礼。相反，安赞派出安斯农、安恩、安东三位王子出席葬礼。随后，安斯农和安恩被拉玛二世分别任命为柬埔寨的共治王（ឧភយោរាជ，Uprayorach）和副王。包括披耶·扎克里 (本)（ឧកញ៉ាចក្រីបែន，พระยาจักรี (แบน)，茶知卞）、披耶·甲叻洪 (孟)（ក្រឡាហោមមឿង，พระยากลาโหม (เมือง)，高羅歆芒）在内的数名柬埔寨高官支持安斯农。
拉玛二世的举措使柬埔寨朝廷分裂为亲暹罗和亲越南两个派系。在使团回到柬埔寨之后，安赞将披耶·扎克里、披耶·甲叻洪处决。安斯农、安恩、安东秘密带领百余名追随者逃出乌栋，来到菩萨，向暹罗人求助。作为回应，暹罗派出一支部队进入柬埔寨。这些脱逃的柬埔寨人被安置在了马德望。在暹罗军队的支持下，安斯农要求安赞割让三个区给自己，但遭到拒绝。安斯农的军队随即进军，占领了松博、磅清扬和乌栋。当此消息抵达金边之后，安赞被越南人带到了西贡（今越南胡志明市）。安斯农被暹罗人任命为摄政。
越南派出一支数量庞大的军队让安赞复位。当此消息抵达曼谷时，拉玛二世命令将安斯农、安恩、安东及其支持者带往曼谷。此后柬埔寨朝廷被亲越南派控制，越南对柬埔寨的影响力也随之大为增强。
安斯农于1822年因病死于曼谷。